# Clopotul de sticlă
Clopotul de sticlă (în engleză The Bell Jar) este singurul roman scris de scriitoarea și poeta americană Sylvia Plath. Publicat inițial sub pseudonimul „Victoria Lucas” în 1963, romanul este semiautobiografic, numele locurilor și ale oamenilor fiind schimbate. Cartea este adesea privită ca un roman à clef, deoarece avansarea bolii mintale a protagonistei este paralelă cu propriile experiențe ale lui autoarei, care se lupta cu depresia clinică sau tulburarea bipolară II. Plath s-a sinucis la o lună după prima publicare în Marea Britanie. Romanul a fost publicat pentru prima dată sub numele ei în 1967 și nu a fost publicat în Statele Unite decât în 1971, în conformitate cu dorințele atât ale soțului ei, Ted Hughes, cât și ale mamei ei. Romanul a fost tradus în aproape o duzină de limbi.

## Rezumat
În 1953, Esther Greenwood, o studentă de nouăsprezece ani din suburbiile Bostonului, este recompensată cu un stagiu de vară la revista fictivă Ladies' Day din New York City. În timpul stagiului, Esther nu se simte nici stimulată, nici mulțumită de munca, moda și stilul de viață din orașul mare pe care colegii ei din proiect par să le adore. Și atunci începe o luptă pentru a simți orice altceva, în afară de anxietate și dezorientare. Esther apreciază sarcasmul, ironia fină și spiritul de aventură ale unei alte stagiare, Doreen, dar se identifică și cu evlavia lui Betsy, o tânără de modă veche și naivă. Esther are o binefăcătoare în Philomena Guinea, o fostă scriitoare de succes de ficțiune pentru femei, care finanțează bursa prin care Esther, provenind dintr-o familie din clasa de mijloc, este înscrisă la facultate.
Esther descrie în detaliu mai multe incidente seriocomice care au loc în timpul stagiului ei, începând cu o intoxicație alimentară în masă a stagiarilor de la un prânz aruncat de personalul revistei. Își amintește de iubitul ei Buddy, cu care s-a întâlnit mai în glumă, mai în serios, dar care se considera logodnicul ei de drept. Monologul ei interior este deseori axat pe gânduri despre moarte și violență. Cu puțin timp înainte de încheierea stagiului, ea participă la o petrecere într-un club de țară împreună cu Doreen și este cuplată cu un bărbat care o tratează dur și o agresează sexual, apoi ea îi sparge nasul și pleacă. În acea noapte, după ce se întoarce la hotel, Esther, impulsivă, aruncă de pe acoperiș toate hainele ei nou-nouțe și la modă.
Esther se întoarce la casa ei din Massachusetts, unde locuiește cu mama ei văduvă. Ea își pusese toate speranțele într-o altă oportunitate academică în Massachusetts, un curs de scriere susținut de un autor de renume mondial, dar la întoarcere mama ei îi spune imediat că nu a fost acceptată la curs și planurile ei au dat greș. Esther decide să-și petreacă vara scriind un roman, deși simte că îi lipsește suficientă experiență de viață pentru a scrie convingător. Toată identitatea ei a fost centrată pe o bună evoluție profesională, iar acum, că părăsește școala, nu este sigură ce să facă cu viața ei și niciuna dintre alegerile care i se prezintă (maternitatea, așa cum este exemplificată de Dodo Conway, vecina lui Esther și mamă prolifică, sau carierele feminine stereotipe, cum ar fi stenografia) nu o atrag. Esther devine din ce în ce mai deprimată și nu poate dormi. Mama ei o sfătuiește să meargă la un psihiatru, dr. Gordon, dar Esther nu are încredere în el pentru că este un bărbat atrăgător și nu pare să o asculte. El îi prescrie terapie electroconvulsivă (ECT); după prima ședință, îi spune mamei ei că nu se va mai duce la el.
Terapia cu electroșocuri nu este eficientă, iar starea psihică a lui Esther se înrăutățește. Are mai multe tentative de sinucidere, inclusiv să înoate departe în larg, înainte de a face o încercare serioasă. Esther se ascunde într-un loc dosnic din pivniță și înghite multe somnifere care-i fuseseră prescrise pentru insomnie. În ziare apar supoziții despre răpirea și moartea ei, dar este descoperită în viață în pivnița casa ei după o perioadă nedeterminată de timp. În continuare va fi trimisă la mai multe spitale de boli psihice până când binefăcătoarea ei de la facultate, Philomena Guinea, îi asigură internarea la un centru de tratament de elită unde o cunoaște pe dr. Nolan, o femeie terapeut. Alături de ședințele regulate de psihoterapie, lui Esther i se administrează cantități uriașe de insulină pentru a produce o „reacție” (un tratament psihiatric comun la acea vreme, acum infirmat) și din nou tratamente cu electroșocuri, Dr. Nolan asigurându-se că acestea sunt administrate corect. În perioada petrecută acolo, ea spune că depresia ei e ca și cum ar fi închisă într-un clopot de sticlă, luptându-se pentru a respira. În cele din urmă, Esther descrie tratamentul cu electroșocuri ca fiind benefic prin faptul că are un fel de efect antidepresiv; ridică clopotul metaforic în care se simțea captivă și sufocată. Tot acolo, se reîntâlnește și cu Joan Gilling, care avusese și ea o relație cu Buddy. În timp ce Esther și Joan sunt internate în spital, Joan se sinucide brusc. Romanul implică în mare măsură faptul că Joan este lesbiană și atrasă sau interesată de Esther.
Esther îi spune Dr. Nolan cum invidiază libertatea pe care o au bărbații și cum ea, ca femeie, își face griji că ar putea rămâne însărcinată. Dr. Nolan o trimite la un medic care îi montează o diafragmă. Esther se simte acum eliberată de temerile ei legate de consecințele sexului, fără presiunile anterioare de a se căsători, eventual cu bărbatul nepotrivit. Sub observația Dr. Nolan, starea ei se îmbunătățește considerabil. Diverse evenimente semnificative, cum ar fi prima experiență sexuală, internarea în spital și sinuciderea lui Joan, îi oferă o nouă perspectivă. Esther interacționează cu Buddy încă o dată spre sfârșitul romanului, când acesta o vizitează și o întreabă dacă e ceva la el care tulbură psihic femeile, având în vedere că a avut relații și cu Joan și cu Esther. Mai târziu, Buddy se întreabă cu voce tare cine se va mai căsători cu Esther acum, după ce fusese internată în spital, punând capăt efectiv logodnei lor. Esther se simte ușurată.
Romanul se încheie când Esther urmează să fie evaluată de medicii ei, care vor decide dacă poate părăsi spitalul și se poate întoarce la studii.
Se sugerează aproape de începutul romanului că, în anii următori, Esther intenționează să aibă un copil.

## Personaje
- Esther Greenwood este protagonista romanului, o studentă din Boston. În vara cât a lucrat ca stagiar la revista Ladies' Day, a locuit la hotelul Amazon din New York, împreună cu alte colege de la revistă. Esther începe să se afundă în depresie. Sentimentul de panică pentru că nu știe ce va face cu viața ei după absolvire, problemele profesionale, alienarea socială, întâlnirile traumatizante, inclusiv o tentativă de viol, sentimentul că pur și simplu nu se potrivește standardelor culturale și sociale obligatorii pentru femeile din acea epocă, toate acestea cumulate contribuie de declinul ei psihic. În plus, este afectată și de pierderea tatălui ei în copilărie. Întoarsă acasă, unde locuiește cu mama ei, suferă de insomnie, lipsa poftei de mâncare, apatie și gânduri de sinucidere. Înainte de a avea probleme psihice, Esther era o studentă silitoare, cu rezultate foarte bune, cu planuri de a deveni scriitoare sau poetă. Dar are o tendință de a fi mai retrasă, nu este o fire foarte sociabilă.
- Doreen este o tânără rebelă, de asemenea stagiară la revista Ladies' Day, și prietena cea mai bună a lui Esther din acea perioadă. Și ea tânjește după aceeași libertate ca Esther, dar știe că acest gen de comportament este blamat de societate. Esther apreciază înfățișarea lui Doreen, simțul umorului, personalitatea, chiar și mirosul ei, pe care îl descrie ca un parfum de ferigi proaspăt zrobite. Însă uneori o respinge și nu vrea să mai aibă de-a face cu ea, preferând femei mai convenționale, precum Betsy.
- Joan este o cunoștință mai veche de-a lui Esther, care se internează și ea în același spital. Avusese și ea o scurtă relație cu Buddy, dar mai mult o interesaseră părinții lui Buddy, care se purtau mai frumos decât proprii ei părinți. La spital, ea și Esther sunt la concurență care se va face bine mai repede, obicei de altfel frecvent printre pacienți. Într-o zi, Esther o găsește pe Joan în pat cu o altă pacientă, DeeDee și acest fapt o face să se gândească la relațiile lesbiene. Joan, la un moment dat, îi propune asta și ei, dar Esther îi spune că nu i-a plăcut niciodată de ea. Când Esther are nevoie de ajutor pentru a ajunge la spital din cauza hemoragiei provocate de relația sexuală cu Irwin, Joan este cea care o ajută. În final, Joan se sinucide în spital. Esther asistă la înmormântarea ei.
- Doctora Nolan o tratează pe Esther la spitalul de boli psihice. O femeie frumoasă și blândă, cu o rară sensibilitate și talent profesional, care o fac pe Esther să aibă încredere deplină în ea. Nolan îi administrează terapia cu șocuri electrice lui Esther, înregistrând rezultate pozitive.
- Doctorul Gordon este primul doctor care o tratează pe Esther. Arogant și încrezut, o supune unor tratamente cu electroșocuri ce vor lăsa traume asupra ei.
- Dna. Greenwood, mama lui Esther, își iubește fiica, dar o presează să se conformeze statutului impus femeilor de societatea anilor 1950, pentru care Esther simte o profundă respingere.
- Buddy Willard este fostul iubit al lui Esther. Vrea să devină doctor și visează la o soție exact ca mama lui, sperând că așa va fi Esther. Ea este îndrăgostită de el mult timp, dar când află că el nu este virgin, își schimbă sentimentele și îl consideră ipocrit. După ce Buddy se îmbolnăvește de tuberculoză, ea are ezitări. Până la urmă, el o cere de soție, dar ea îl refuză, pentru că a decis să nu se mărite niciodată. La care Buddy îi răspunde că e nebună.
- Dna. Willard, mama lui Buddy, este o casnică extrem de conservatoare cu privire la rolul femeii în familie și în societate și e hotărâtă să-l vadă pe fiul ei căsătorit cu Esther. Joan o adoră pe dna. Willard și descoperă în ea mama pe care nu a avut-o.
- Dl. Willard, tatăl lui Buddy și soțul dnei. Willard, este un bun prieten de familie.
- Constantin, un translator cu accent străin, se întâlnește de câteva ori cu Esther în New York. Aflați în apartamentul lui, Esther se gândește să-și piardă virginitatea cu el, dar, din motive neștiute, el alege să doarmă liniștiți toată noaptea unul lângă altul.
- Irwin este un tânăr înalt, dar cu un aspect dezagreabil, primul partener sexual al lui Esther, cel care îi provoacă hemoragia. Este profesor de matematică și câștigă bine. O invită pe Esher la o cafea, deși nu o cunoștea deloc (nici măcar că avea probleme psihice).
- Jay Cee este șeful foarte sever al lui Esther, care e foarte inteligent, așa că aspectul lui prea puțin atrăgător nu mai contează. El editează lucrarea lui Esther.
- Lenny Shepherd, un tână D.J. bogat din New York le invită la el pe Doreen și Esther. Doreen o roagă pe Esther să rămână și ea, în caz că Lenny ar încerca ceva cu ea. Dar ea refuză. Doreen și Lenyy încep o relație, iar Esther se înstrăinează de Doreen.
- Philomena Guinea, o doamnă în vârstă, bogată, este cea care a sponsorizat bursa de studii pentru Esther. Există o condiție ca fiecare student benficiar de busă să scrie o scrisoare de mulțumire binefăcătorului său. Philomena o invită pe Esther să ia masa împreună. Îi mărturisește că și ea a fost internată într-un spital de boli psihice și plătește internarea lui Esther.
- Marco, prieten cu Lenny, o invită pe Esther la o petrecere, o agresează și încearcă să o violeze.
- Betsy, o tânără bogată de la revistă, este tipul de „fată bună” din Kansas, așa cum ar vrea să fie și Esther. Este exact opusul lui Doreen, iar Esther se simte între două extreme.
- Hilda este o altă colegă de la revistă, pe care Esther nu prea o agreează din pricina comentariilor ei.

## Scriere și publicare
Potrivit soțului ei, Sylvia Plath a început să scrie romanul în 1961, după ce publicase The Colossus and other poems, prima ei colecție de poezii. Plath a terminat de scris romanul în august 1961. După ce s-a despărțit de Hughes, Plath s-a mutat într-un apartament mai mic din Londra, unde avea „timp și loc să lucreze neîntrerupt. Apoi, cu viteză maximă și cu foarte puține revizuiri de la început până la sfârșit, a scris Clopotul de sticlă”, a explicat el.
Plath scria romanul sub sponsorizarea lui Eugene F. Saxton Fellowship, afiliat cu Editura Harper & Row, dar editura fost dezamăgită de manuscris și s-a retras, numindu-l „dezamăgitor, juvenil și suprasolicitat”. Variante de titlu ale romanului au fost, printre altele, Jurnalul unei sinucideri și Fata din oglindă.

## Teme principale

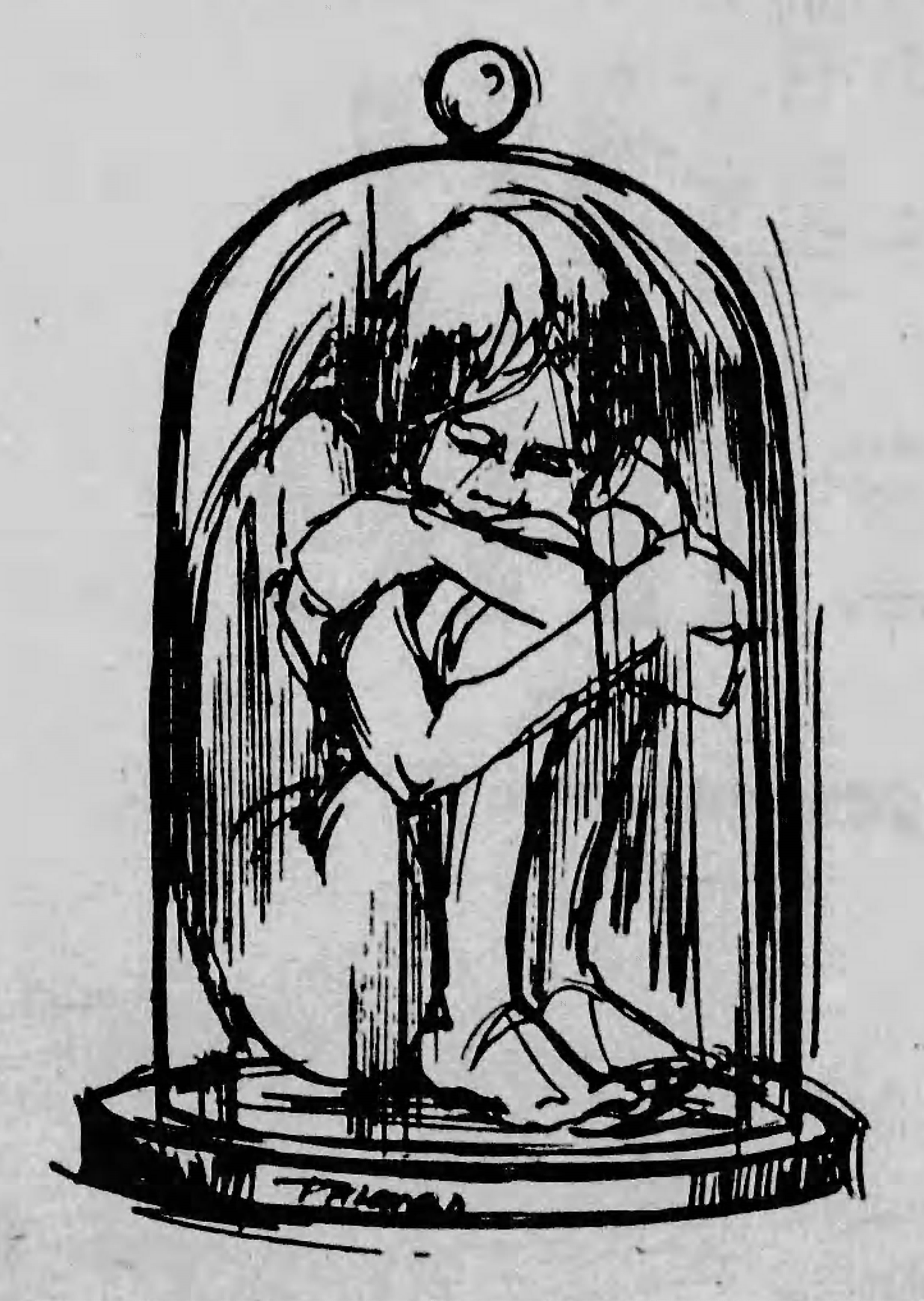
Ilustrație a Clopotului de sticlă din The Cincinnati Post, 1971

### Condiția femeii
Clopotul de sticlă abordează problema identității acceptabile din punct de vedere social și examinează „strădania lui Esther de a-și forja propria identitate, de a fi ea însăși, mai degrabă decât ceea ce se așteaptă alții să fie”. Se așteaptă ca Esther să fie casnică și o femeie autosuficientă, fără nicio alternativă de independență. Ea se simte prizoniera îndatoririlor domestice și se teme de pierderea eului interior. Clopotul de sticlă își propune să evidențieze problemele din societatea patriarhală opresivă din America de la mijlocul secolului al XX-lea.
De-a lungul romanului, Esther reflectează cu privire la sex, virginitate și la ce se așteaptă de la ea ca femeie. Un punct important al acțiunii din capitolele ulterioare este când un medic îi montează un implant contraceptiv, care îi permite să-și piardă virginitatea fără teama de a rămâne însărcinată și de a deveni părinte înainte de a fi pregătită pentru asta. La începutul romanului, Esther critică dublul standard al pretenției ca ea să rămână virgină pentru Buddy (care intenționează să se căsătorească cu ea), în timp ce el poate să aibă o relație sexuală pasageră cu o altă femeie fără niciun fel de consecințe.
Esther pare să adopte o abordare aproape științifică a sexului și virginității. Un capitol al romanului discută despre planul ei de a „avea o aventură” cu cineva, pur și simplu pentru a „scăpa” (adică să-și piardă virginitatea), dar îi este prea frică de posibilitatea unei sarcini.
Esther comentează, de asemenea, despre teama ei de căsătorie și despre constrângerile pe care le-ar avea o căsătorie „tipică” epocii asupra identității și obiectivelor ei personale.

### Sănătate mintală
Esther își descrie viața ca fiind sufocată sub un clopot de sticlă. Un clopot de sticlă este un recipient de prezentare din sticlă groasă folosit uneori pentru a crea un spațiu vid. Aici, înseamnă „Sufocarea mentală a lui Esther prin inevitabila instalare a depresiei asupra psihicului ei.” De-a lungul romanului, Esther spune cum se simte sufocată și recunoaște momentele de luciditate atunci când este ridicat clopotul. Aceste momente se corelează cu starea ei psihică și cu efectul depresiei ei. Criticii discută despre natura „clopotului de sticlă” al lui Esther și despre ce poate reprezenta acesta. Unii spun că este o răzbunare împotriva stilului de viață suburban, alții cred că reprezintă standardele stabilite pentru viața unei femei. Cu toate acestea, dacă luăm în considerare natura vieții și morții Sylviei Plath și paralelele dintre Clopotul de sticlă și viața ei, este greu de ignorat tema bolii mintale.
Psihiatrul Aaron Beck a studiat boala mintală a lui Esther și a observat două cauze ale depresiei evidente în viața ei. Prima este formată din experiențele traumatizante timpurii, moartea tatălui ei la vârsta de 9 ani. Este evident cât de afectată este de această pierdere atunci când se întreabă: „M-am gândit cât de ciudat că nu mi-a trecut niciodată prin minte că am fost perfect fericită până la vârsta de nouă ani”. A doua cauză a depresiei ei provine din ideologiile ei perfecționiste. Esther este o femeie cu multe realizări - facultate, stagii și note perfecte. Acest succes este cel care îi impune obiectivele de neatins, iar când nu le atinge, sănătatea ei mintală are de suferit. Esther se plânge: „Problema era că am eu fost inadecvată tot timpul, dar pur și simplu nu mă gândeam la asta”.
Esther Greenwood suferă o cădere psihică evidentă - aceasta fiind tentativa ei de sinucidere care declanșează a doua jumătate a romanului. Cu toate acestea, întreaga ei viață e plină de semne de avertizare care duc la acest final. Romanul începe cu gândurile ei negative cu privire la toate deciziile din viața trecută și actuală. Această mentalitate combinată cu trauma copilăriei și atitudinea perfecționistă îi vor provoca depresia, până la tentative de sinucidere.
Acest roman descrie tratamentul sănătății mintale în anii 1950. Prin narațiunea lui Esther, Plath descrie propria ei experiență cu tratamentul de sănătate mintală. Acest roman nu doar că prezintă discursul feminist și contestă modul de viață al femeilor din anii 1950, ci și oferă un studiu de caz al unei femei care se luptă cu probleme de sănătate mintală.

## Paralelă cu elemente din viața Sylviei Plath

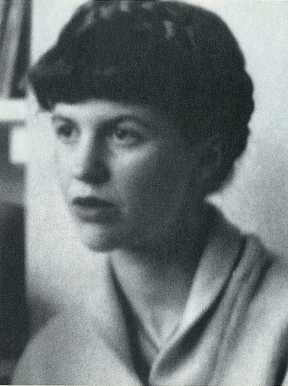
Autoarea Sylvia Plath, fotografie nedatată

Cartea conține multe referințe la oameni și evenimente reale din viața lui Plath. Bursa oferită lui Plath a fost la revista Mademoiselle începând cu 1953. Philomena Guinea este varianta autoarei Olive Higgins Prouty, sponsorul lui Plath, care i-a finanțat bursa de studiu la Smith College. Plath a fost respinsă de la un curs de la Harvard predat de Frank O'Connor. Se presupune că dr. Nolan se bazează pe Ruth Beuscher, terapeutul lui Plath, pe care a continuat să o viziteze după externarea din spital. O bună parte din carte seamănă foarte mult cu experiențele descrise de Mary Jane Ward în romanul ei autobiografic The Snake Pit; Plath a declarat mai târziu că a citit recenziile despre The Snake Pit și a crezut că publicul dorea să vadă „chestii despre sănătatea mintală”, așa că în mod deliberat a realizat detaliile spitalizării lui Esther conform procedurilor și metodelor descrise în cartea lui Ward. Plath a fost pacient la Spitalul McLean, o unitate de lux care semăna cu „groapa șerpilor” mult mai puțin decât secțiile din Spitalul de Stat Metropolitan, probabil locul unde fusese internată Mary Jane Ward.
Într-un interviu din 2006, Joanne Greenberg a spus că a fost intervievată în 1986 de una dintre femeile care lucrase la Mademoiselle cu Plath în grupul de editori invitați ai colegiului. Femeia a susținut că Plath a menționat atâtea detalii despre viața studenților în Clopotul de sticlă, încât „nu s-au mai putut privi niciodată în față” și că aceasta a provocat destrămarea căsătoriei ei și, eventual, a altora.
Janet McCann corelează aspirația autoarei spre independența feminină cu o psihologie nevrotică auto-descrisă. Ted Hughes, soțul lui Plath, a sugerat că este posibil ca romanul să fi fost scris ca un răspuns la mulți ani de tratament cu electroșocuri și cicatricile pe care le-a lăsat.

## Receptare critică
Clopotul de sticlă a primit „recenzii pozitive cu prudență”. Intervalul scurt de timp dintre publicarea cărții și sinuciderea lui Plath a avut drept rezultat „puține lecturi inocente” ale romanului.
În prima perioadă după publicare, majoritatea cititorilor s-au concentrat mai ales pe conexiunile autobiografice dintre Plath și protagonistă. Ca răspuns la criticile autobiografice, criticul Elizabeth Hardwick a cerut cititorilor să facă distincția între Plath ca scriitor și Plath ca „eveniment”. Robert Scholes, scriind pentru The New York Times, a elogiat „descrierile clare și ciudate” ale romanului. Mason Harris de la West Coast Review a complimentat romanul că folosește „„lentila distorsionată” a nebuniei [pentru a oferi] o viziune autentică a unei perioade care a exaltat cel mai opresiv ideal al rațiunii și stabilității”. Howard Moss de la The New Yorker a realizat o recenzie mixtă, lăudând „comedia neagră” a romanului, dar a adăugat că a existat „ceva de fetiță” în concepția romanului care „trădează mâna romancierului amator”.
Pe 5 noiembrie 2019, BBC News a inclus Clopotul de sticlă pe lista sa cu cele mai inspiraționale 100 de romane.

## Adaptări
Despre Clopotul de sticlă s-au făcut multe referiri în mass-media. Iris Jamahl Dunkle a scris despre roman că „deseori, atunci când romanul apare în filme și seriale de televiziune americane, este prezentat ca un simbol al neliniștii adolescenților”.
În Clopotul de sticlă (1979), film regizat de Larry Peerce, cu Marilyn Hassett în rolul Esther Greenwood, a fost prezentat sloganul: „Uneori, este un act de curaj și să fii femeie.” În film, Joan încearcă să o determine pe Esther să accepte un pact de sinucidere, ceea ce nu apare în carte.
În iulie 2016 a fost anunțat că Kirsten Dunst își va face debutul regizoral cu o adaptare a filmului Clopotul de sticlă, cu Dakota Fanning în rolul Esther Greenwood. În august 2019, s-a anunțat că Dunst nu se va mai implica în acest proiect, iar Bell Jar va deveni un serial TV difuzat de Showtime.